# Troy (Illinois)
Troy – miasto w Stanach Zjednoczonych, w stanie Illinois, w hrabstwie Madison.